# Melipotis cinis
Melipotis cinis är en fjärilsart som beskrevs av Achille Guenée 1852. Melipotis cinis ingår i släktet Melipotis och familjen nattflyn. Inga underarter finns listade i Catalogue of Life.